# Évillers
Évillers ist eine französische Gemeinde mit 390 Einwohnern (Stand: 1. Januar 2022) im Département Doubs in der Region Bourgogne-Franche-Comté.

## Geographie
Évillers liegt auf 739 m über dem Meeresspiegel, etwa 15 Kilometer nordwestlich der Stadt Pontarlier (Luftlinie). Das Dorf erstreckt sich im Jura, am nordöstlichen Rand des weiten Hochplateaus von Levier, das zum zweiten Plateau des Juras gehört, am Südfuß des Höhenrückens des Bois du Désert.
Die Fläche des 13,02 km² großen Gemeindegebiets umfasst einen Abschnitt des französischen Juras. Der Hauptteil des Gebietes wird vom Hochplateau von Levier eingenommen, das durchschnittlich auf 730 m liegt, eine Breite von rund 3 km aufweist und sich gegen Nordosten allmählich verengt. Es ist überwiegend von Wiesland bedeckt, zeigt aber auch einige Waldflächen. Südlich des Dorfes verläuft ein Trockental, das topographisch zum Einzugsgebiet der Loue gehört. Das Plateau besitzt keine oberirdischen Fließgewässer, weil das Niederschlagswasser im verkarsteten Untergrund versickert. Ganz im Süden reicht das Gemeindeareal bis in das Waldgebiet des Bois du Pessoul. Die nördliche Abgrenzung verläuft auf dem Höhenrücken des Bois du Désert, auf dem mit 933 m die höchste Erhebung von Évillers erreicht wird. In geologisch-tektonischer Hinsicht bildet dieser langgezogene Kamm eine Antiklinale des Juras, die gemäß der Streichrichtung des Mittelgebirges in dieser Region in Richtung Westsüdwest-Ostnordost orientiert ist.
Nachbargemeinden von Évillers sind Amathay-Vésigneux, Longeville und Mouthier-Haute-Pierre im Norden, Ouhans und Val-d’Usiers im Südosten sowie Septfontaines im Westen.

## Geschichte
Im Mittelalter gehörte Évillers zur Herrschaft Montmahoux, die unter der Oberhoheit der Herren von Chalon stand. Zusammen mit der Franche-Comté gelangte das Dorf mit dem Frieden von Nimwegen 1678 an Frankreich. Seit 2002 ist Évillers Mitglied des 11 Ortschaften umfassenden Gemeindeverbandes Communauté de communes Altitude 800.

## Sehenswürdigkeiten

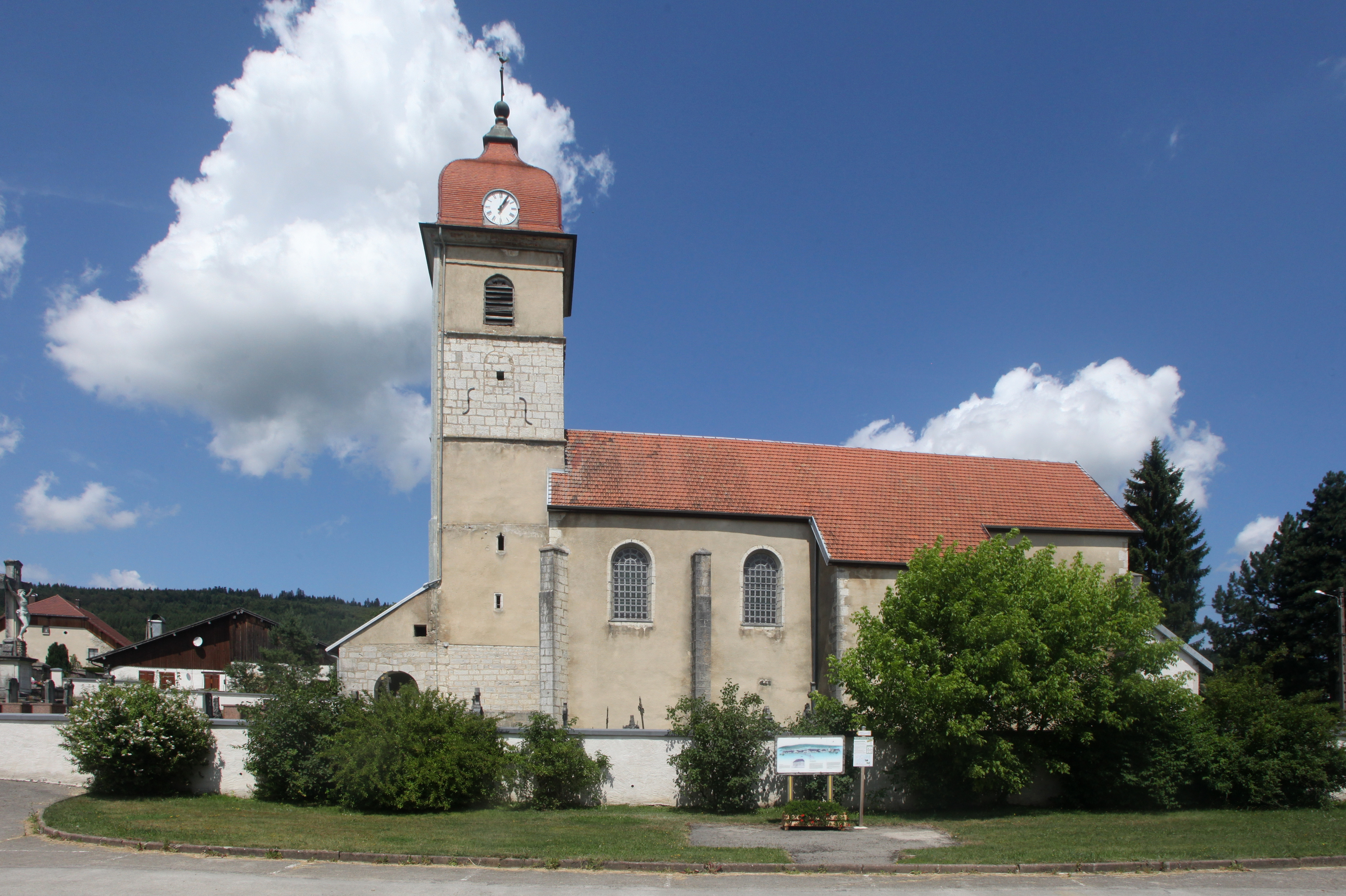
Kirche Notre-Dame-de-l’Assomption

Die Dorfkirche Notre-Dame-de-l’Assomption geht ursprünglich auf das 15. und 16. Jahrhundert zurück, wurde jedoch von 1745 bis 1748 weitgehend neu erbaut. Im alten Ortskern sind verschiedene Bauernhäuser im traditionellen Stil des Haut-Doubs aus dem 18. und 19. Jahrhundert erhalten.

## Bevölkerung
| Jahr                       | 1962 | 1968 | 1975 | 1982 | 1990 | 1999 | 2006 | 2016 |
| Einwohner                  | 327  | 305  | 307  | 315  | 283  | 284  | 310  | 356  |
| Quellen: Cassini und INSEE |      |      |      |      |      |      |      |      |

Mit 390 Einwohnern (1. Januar 2022) gehört Évillers zu den kleinen Gemeinden des Départements Doubs. Nachdem die Einwohnerzahl in der ersten Hälfte des 20. Jahrhunderts markant abgenommen hatte (1891 wurden noch 422 Personen gezählt), wurden seit Beginn der 1970er Jahre nur noch relativ geringe Schwankungen verzeichnet.

## Wirtschaft und Infrastruktur
Évillers war bis weit ins 20. Jahrhundert hinein ein vorwiegend durch die Landwirtschaft, insbesondere Milchwirtschaft und Viehzucht geprägtes Dorf. Daneben gibt es heute einige Betriebe des lokalen Kleingewerbes, unter anderem eine Sägerei und ein Unternehmen des Baugewerbes. Viele Erwerbstätige sind auch Wegpendler, die in den größeren Ortschaften der Umgebung ihrer Arbeit nachgehen.
Die Ortschaft liegt abseits der größeren Durchgangsstraßen an einer Departementsstraße, die von Levier nach Ouhans führt. Weitere Straßenverbindungen bestehen mit Goux-les-Usiers, Sombacour und Longeville.